# 拉斯卡泽尔
拉斯卡泽尔（法語：Lascazères，法語發音：[laskazɛʁ]）是法国上比利牛斯省的一个市镇，属于塔布区。

## 地理
拉斯卡泽尔（43°30'23"N, 0°1'34"W）面积9.21 平方千米，位于法国奧克西塔尼大區上比利牛斯省，该省份为法国西南部内陆省份，北至热尔省，西接大西洋比利牛斯省，南与西班牙接壤，东临上加龙省。
与拉斯卡泽尔接壤的市镇（或旧市镇、城区）包括：阿日代、贝特拉克、蒙科、蒙珀扎、科萨德里维耶尔、松布兰、维勒弗朗克。

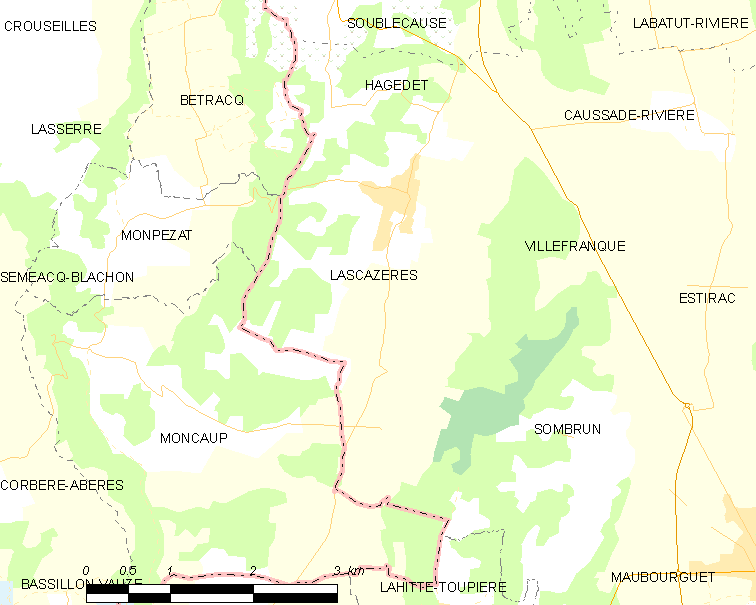
拉斯卡泽尔的OSM定位图

拉斯卡泽尔的时区为UTC+01:00、UTC+02:00（夏令时）。

## 行政
拉斯卡泽尔的邮政编码为65700，INSEE市镇编码为65264。

## 政治
拉斯卡泽尔所属的省级选区为阿杜尔河谷-吕斯唐-马迪拉奈县。

## 人口

1962-2008年间拉斯卡泽尔人口变化图示

拉斯卡泽尔于2022年1月1日时的人口数量为312人。